# 瑪鋉溪
瑪鋉溪（Masu creek），為一位於台灣北部之縣市管河川，幹流長度22.50公里，流域面積9.48平方公里，分佈於新北市萬里區。主流發源於萬里區溪底里大尖山、北五指山之間的山谷，先向東南流，後轉東北流，經溪底、崁腳、一坑、五坑、內中幅、二坑、中幅、六坑、景美、萬里，最終於注入萬里海水浴場（東海）。

## 水系主要河川
以下由下游至源頭列出水系主要河川，其中粗體字為主流河道。
- 瑪鋉溪：新北市萬里區
  - 頭前溪：新北市萬里區